# Cranz
|  | Per a altres significats, vegeu «Cranz (desambiguació)». |

Cranz és un barri del districte d'Harburg al sud-oest de l'estat d'Hamburg a Alemanya, a la desembocadura de l'Este a l'Elba. A la fi de 2010 tenia 759 habitants a una superfície d'1,3 km² i només cinc carrers.

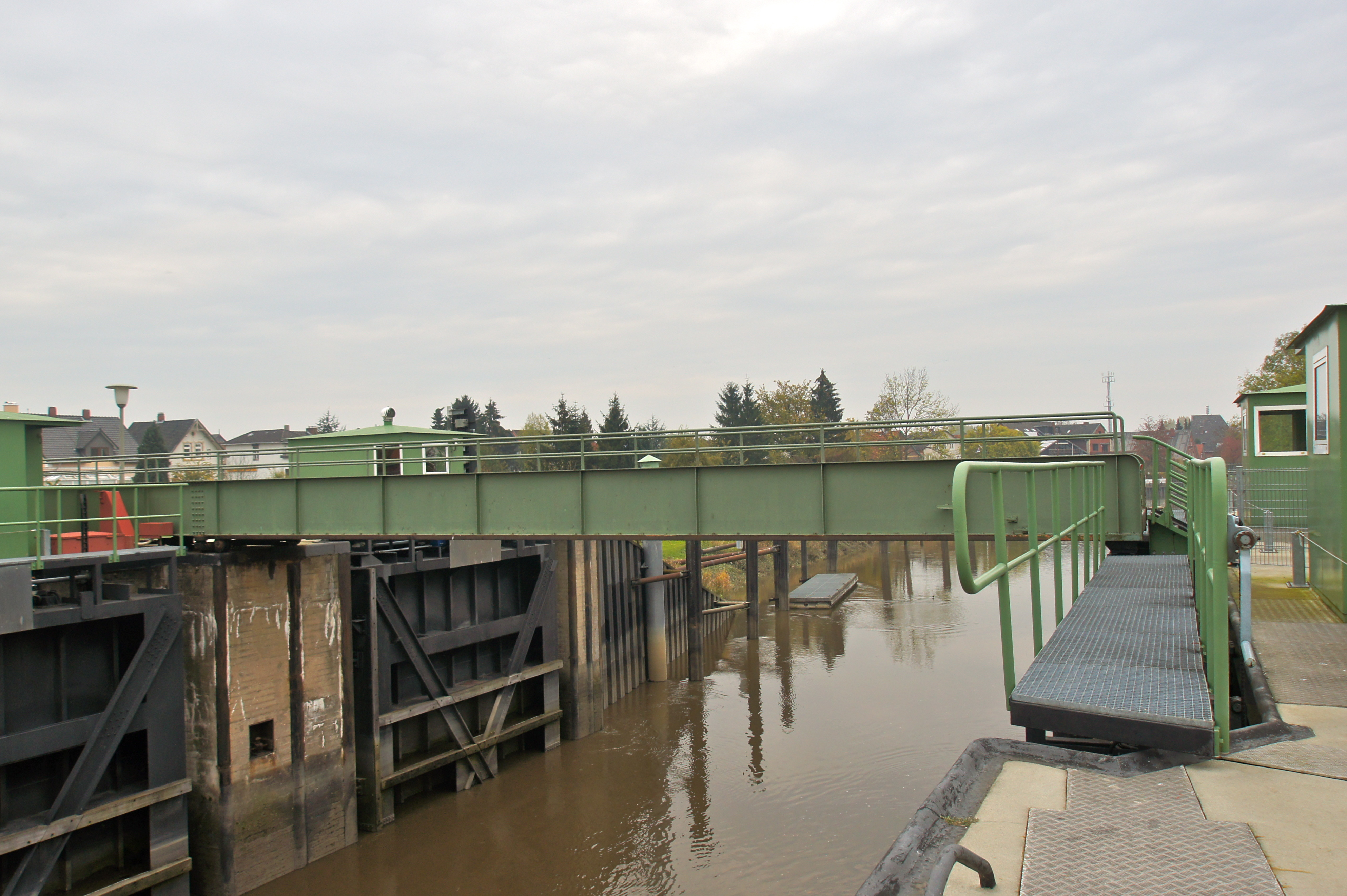
El pont lliscant a l'antiga barrera de retenció de les marejades forts

El primer esment escrit del poble data del 1341. El 1645, durant la guerra dels trenta anys va ser ocupat per Suècia, el 1712 va ser annexat pels danesos. Després de la Guerra dels Ducats passa al Regne de Hannover el 1863 que finalment fou annexionat per Prússia que l'adscriví al districte de Stade de la nova província prussiana de Hannover. El 1937, després de la llei de l'àrea metropolitana d'Hamburg passà de Stade a Hamburg.
Cranz fa part de l'Alte Land: els pòlders al marge esquerre de l'Elba entre Hamburg i Baixa Saxònia, del qual el terra fèrtil és idoni per a la fructicultura: principalment drupes: les pomes i cireres de Cranz tenen una reputació supraregional. Junt amb els Vier- i Marschlande a l'est d'Hamburg, forma l'hort de la metròpolis.

## Llocs d'interès
- El pont lliscant de l'antiga protecció contra l'alta mar a l'Este
- El transbordador per a vianants i ciclistes de Blankenese a Cranz
- La nova barrera contra l'alta mar (Estesperrwerk)
- Els senders als dics enllarg de l'Elba i de l'Este

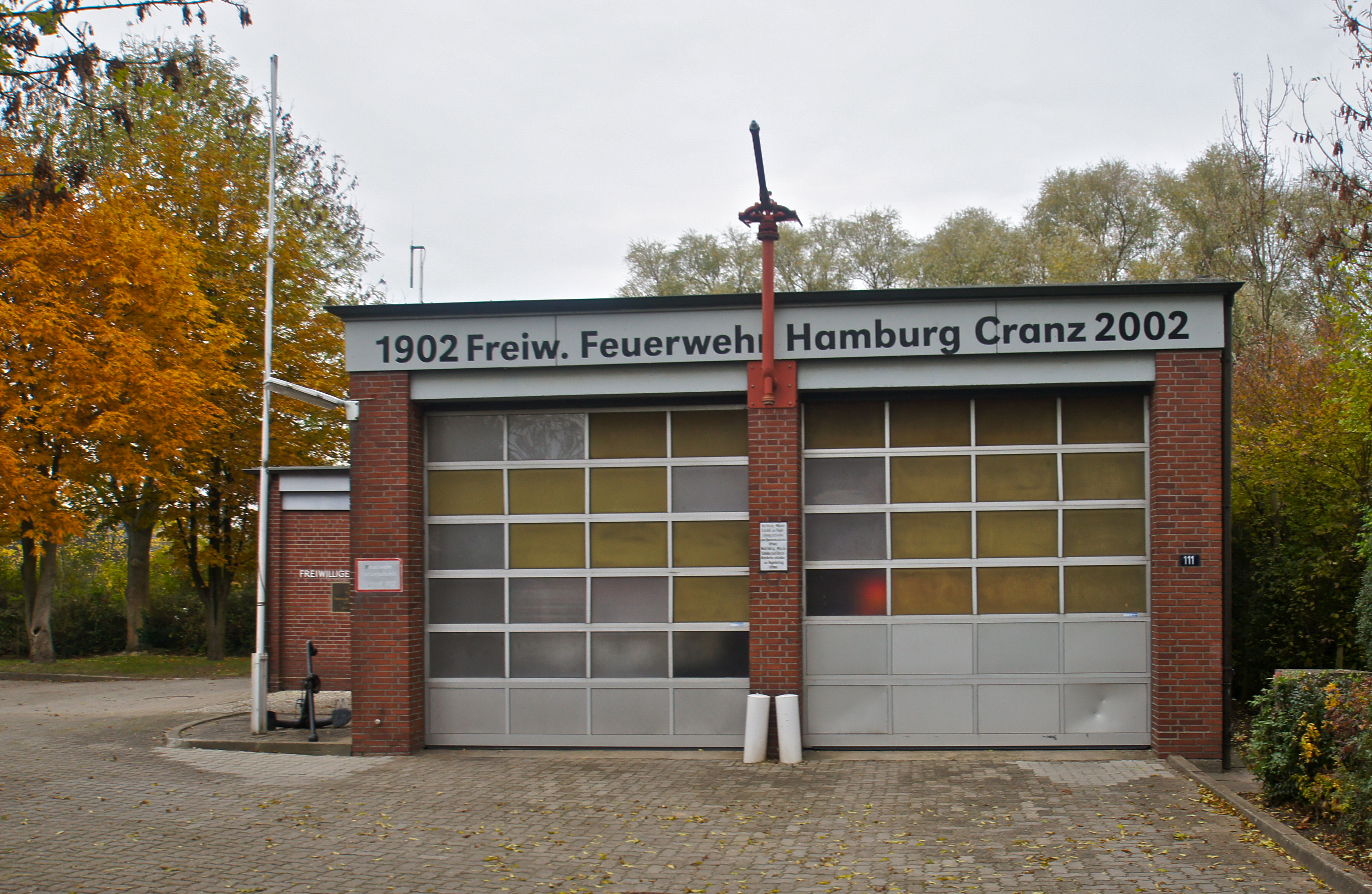
Quarter dels bombers
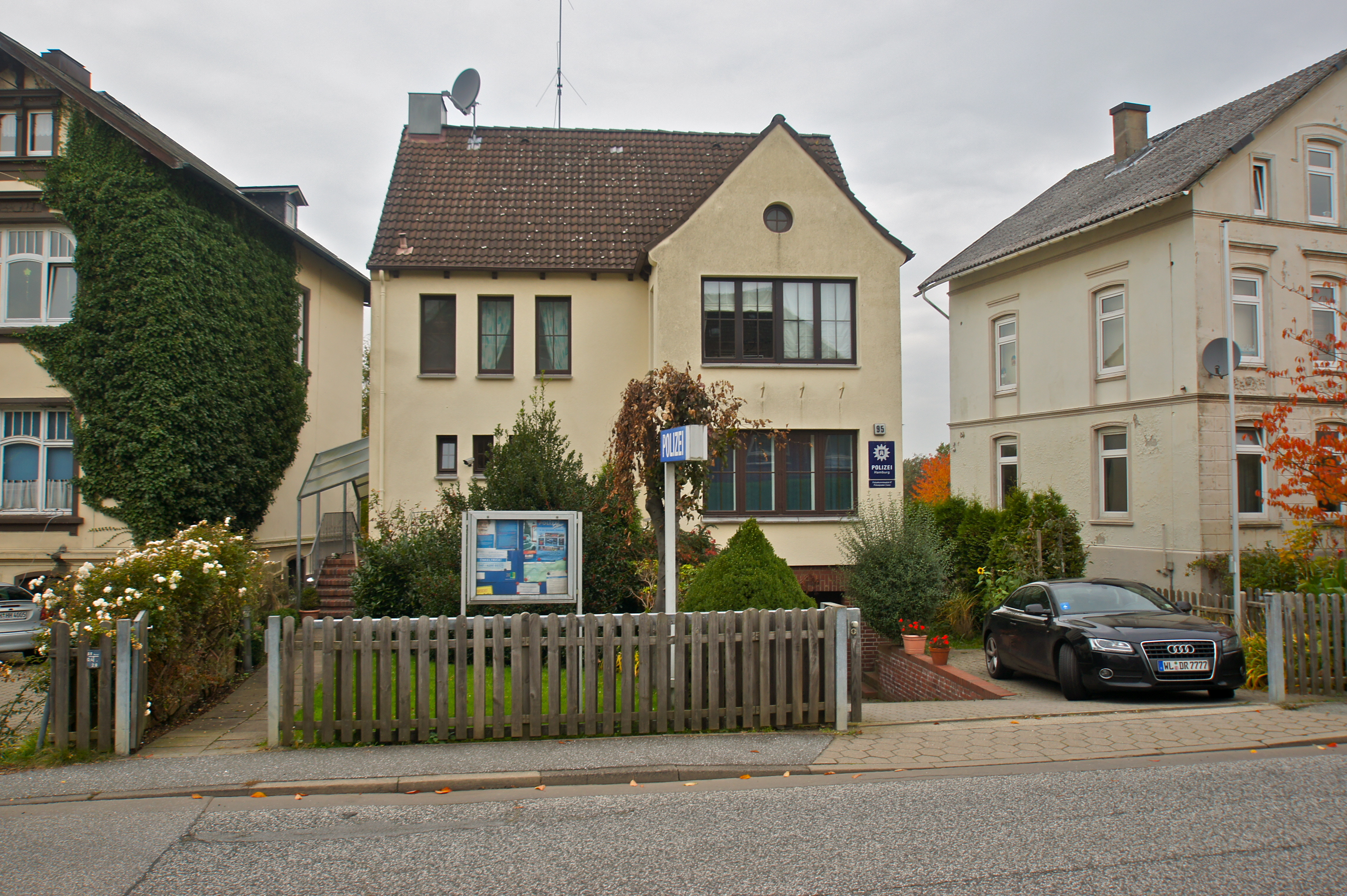
Comissaria de policia
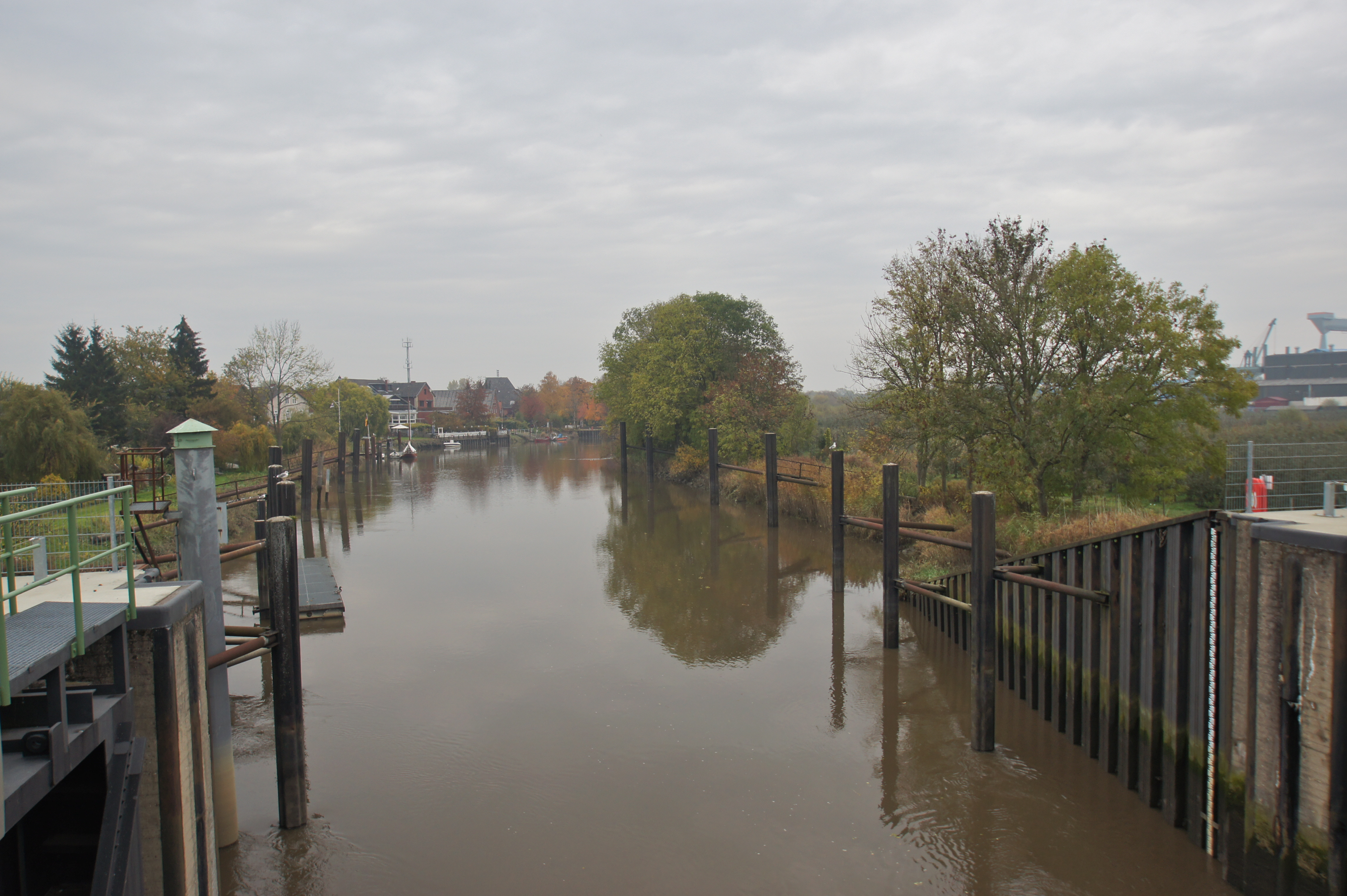
El riu Este, Cranz a l'esquerra, Neuenfelde a la dreta
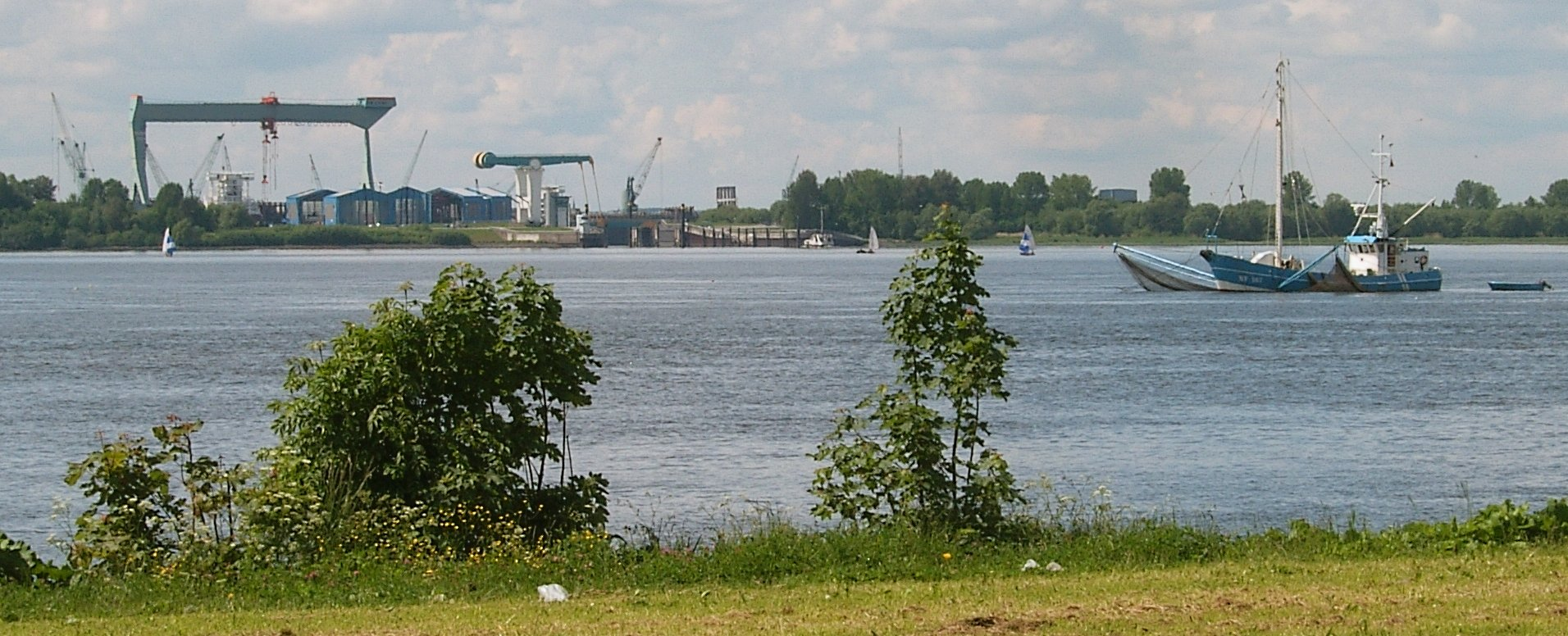
Neuenfelde i Cranz vists des de la riba dreta de l'Elba